# Apostolska nunciatura v Senegalu
Apostolska nunciatura v Senegalu je diplomatsko prestavništvo (veleposlaništvo) Svetega sedeža v Senegalu, ki ima sedež v Dakarju.
Trenutni apostolski nuncij je Luis Mariano Montemayor.

## Seznam apostolskih nuncijev
- Marcel-François Lefebvre (22. september 1948–14. september 1955)
- Émile André Jean-Marie Maury (9. julij 1959–11. junij 1965)
- Giovanni Benelli (11. junij 1966–29. junij 1967)
- Giovanni Mariani (16. oktober 1967–11. januar 1975)
- Luigi Barbarito (5. april 1975–10. junij 1978)
- Luigi Dossena (24. oktober 1978–30. december 1985)
- Pablo Puente Buces (15. marec 1986–31. julij 1989)
- Antonio Maria Vegliò (21. oktober 1989–2. oktober 1997)
- Jean-Paul Aimé Gobel (6. december 1997–31. oktober 2001)
- Giuseppe Pinto (4. december 2001–6. december 2007)
- Luis Mariano Montemayor (19. junij 2008–danes)